# Christopher Rühr
Jan Christopher Rühr (* 19. Dezember 1993 in Düsseldorf) ist ein deutscher Hockey-Nationalspieler, der 2016 Olympiadritter, 2023 Weltmeister und 2024 in Paris olympischer Silbermedaillengewinner wurde.

## Leben
Christopher Rühr spielte in der Kindheit wie seine 3 älteren Geschwister beim Kahlenberger HTC, in der Jugend spielte er 10 Jahre lang bei Uhlenhorst Mülheim und ein Jahr 2014/15 in Hamburg Club an der Alster. Er wurde im Januar 2014 zum „talent of the world“ (Bester Jugendspieler der Welt) gewählt, 2015 wechselte er zu Rot-Weiss Köln und gewann in seiner ersten Saison bei den Kölnern den deutschen Feldhockey-Meistertitel. Im Januar 2016 wurde er zum zweiten Mal zum „Rising Star“ (Bester Jugendspieler der Welt) gewählt.
Bei den Olympischen Spielen 2016 in Rio de Janeiro war Christopher Rühr zusammen mit fünf weiteren Spielern von Rot-Weiss Köln im deutschen Aufgebot vertreten. Die deutsche Mannschaft gewann die Bronzemedaille.
Für den Gewinn dieser Bronzemedaille wurden er und die Hockey-Olympiamannschaft am 1. November 2016 mit dem Silbernen Lorbeerblatt geehrt.
2021 wurde Rühr mit der deutschen Mannschaft Zweiter der Europameisterschaft in Amstelveen. Bei den Olympischen Spielen in Tokio belegten die Deutschen den zweiten Platz in ihrer Vorrundengruppe. Nach ihrer Halbfinalniederlage gegen die Australier verloren die Deutschen das Spiel um den dritten Platz mit 4:5 gegen die indische Mannschaft. Bei der Weltmeisterschaft 2023 in Bhubaneswar wirkte Rühr in allen sieben Spielen mit, so auch im Finale gegen Belgien. Deutschland wurde im Shootout Weltmeister. Bei den Olympischen Spielen 2024 in Paris gewann die deutsche Mannschaft ihre Vorrundengruppe vor den Niederländern, die im direkten Vergleich mit 1:0 bezwungen wurden. Mit einem 3:2 gegen die Argentinier und einem 3:2 im Halbfinale gegen die Inder erreichten die Deutschen das Finale gegen die Niederländer. Nach der regulären Spielzeit stand es 1:1 und dann unterlagen die Deutschen im Shootout.
Insgesamt bestritt er bislang 204 A-Länderspiele, davon acht in der Halle (Stand 16. August 2024).
Rühr machte 2012 sein Abitur an der Mülheimer Otto-Pankok-Schule.